# اسیتونا
اسیتونا (به اسپانیایی: Aceituna) یک شهرستان در اسپانیا است که در vegas del alagón واقع شده‌است.

## خصوصیات
اسیتونا ۶۲۰ نفر جمعیت دارد.